# Никитин, Михаил Васильевич (лингвист)
Михаи́л Васи́льевич Ники́тин (20 ноября 1929 — 12 сентября 2009) — советский и российский лингвист, доктор филологических наук, профессор, заслуженный деятель науки Российской Федерации (1992).

## Биография
В 1948 году поступил и 1953 году с отличием окончил Первый Ленинградский государственный педагогических институт, специальность: переводчик с русского языка на английский. Учителями М. В. Никитина были известные филологи и педагоги С. Д. Кацнельсон, В. Г. Адмони и И. П. Иванов.
В 1959 году под научным руководством Е. И. Калугиной в ЛГУ им. А. А. Жданова защитил кандидатскую диссертацию, тема: «Становление определённого и неопределенного артикля в английском языке».
По окончании аспирантуры М. В. Никитин направлен по распределению в г. Фрунзе, где совмещает чтение лекций по истории английского языка и теоретической грамматике с практическими занятиями по английскому языку. Затем 13 лет работает во Владимирском государственном университете.
С 1964 г. по 1966 г. работал экспертом ЮНЕСКО в Монгольской Народной Республике.
В 1974 году защитил докторскую диссертацию «Лексическое значение в слове и словосочетании», научный консультант — профессор И. В. Арнольд.
В ЛГПИ — РГПУ им. А. И. Герцена в 1976—1996 гг. занимал должность декана факультета иностранных языков, с 1975 по 2009 г. — профессор, заведующий (в 1975—2007 гг.) кафедрой английской филологии.

## Научная деятельность
Автор многочисленных работ, включая монографии и учебники, лексикографические ресурсы. Сфера научных интересов: английское, русское и общее языкознание, лингвистическая семантика, семиотика, теория и история английского языка, лингводидактика.
Под руководством профессора М. В. Никитина подготовлено свыше 60 кандидатов и докторов наук.
Возглавлял Совет Д 212.199.05 по защите кандидатских и докторских диссертаций в РГПУ.
Один из представителей научно-педагогической школы по научной области «Английская филология» и руководитель научного направления «Когнитивно-прагматические аспекты языка и речи» в РГПУ им. А. И. Герцена.

## Основные труды
- Лексическое значение слова (структура и комбинаторика). — М., Высшая школа, 1983.
- Основы лингвистической теории значения. — М., Высшая школа, 1988; 2-е изд. — М.:Книжный Дом «Либроком», 2009.
- Знак — значение — язык. Учебное пособие. — СПб., Изд-во РГПУ им. А. И. Герцена, 2001.
- Основания когнитивной семантики. Учебное пособие (гриф УМО) — СПб, Изд-во РГПУ им. А. И. Герцена, 2003.
- Новый русско-английский учебный словарь (НРАУС), СПб, Книжный дом, 2005
- Курс лингвистической семантики. 2-е изд-е, дополн. Учебное пособие (гриф УМО). СПб.: Издательство РГПУ им. А. И. Герцена, 2007.
- Уровневая структура языка. Учебное пособие, СПб.: Издательство РГПУ им. А. И. Герцена, 2009.

## Награды
- Заслуженный деятель науки Российской Федерации (31 декабря 1992) - за заслуги в научной деятельности
- Премия Правительства Российской Федерации в области образования (1999) — за создание учебного пособия «Курс лингвистической семантики» для высших учебных заведений
- Орден «Знак Почёта»
- Орден Дружбы народов
- Юбилейная медаль «За доблестный труд. В ознаменование 100-летия со дня рождения Владимира Ильича Ленина»,
- Почетный профессор РГПУ им. А. И. Герцена.

## Память
- В память о профессоре М. В. Никитине в РГПУ им. А. И. Герцена ежегодно проводится круглый стол «Никитинские чтения»[2],
- Осенью 2009 года при кафедре английской филологии РГПУ им. А. И. Герцена была открыта научная библиотека Михаила Васильевича Никитина[3].